# Thou (Loiret)
Thou is een gemeente in het Franse departement Loiret (regio Centre-Val de Loire) en telt 258 inwoners (1999). De plaats maakt deel uit van het arrondissement Montargis.

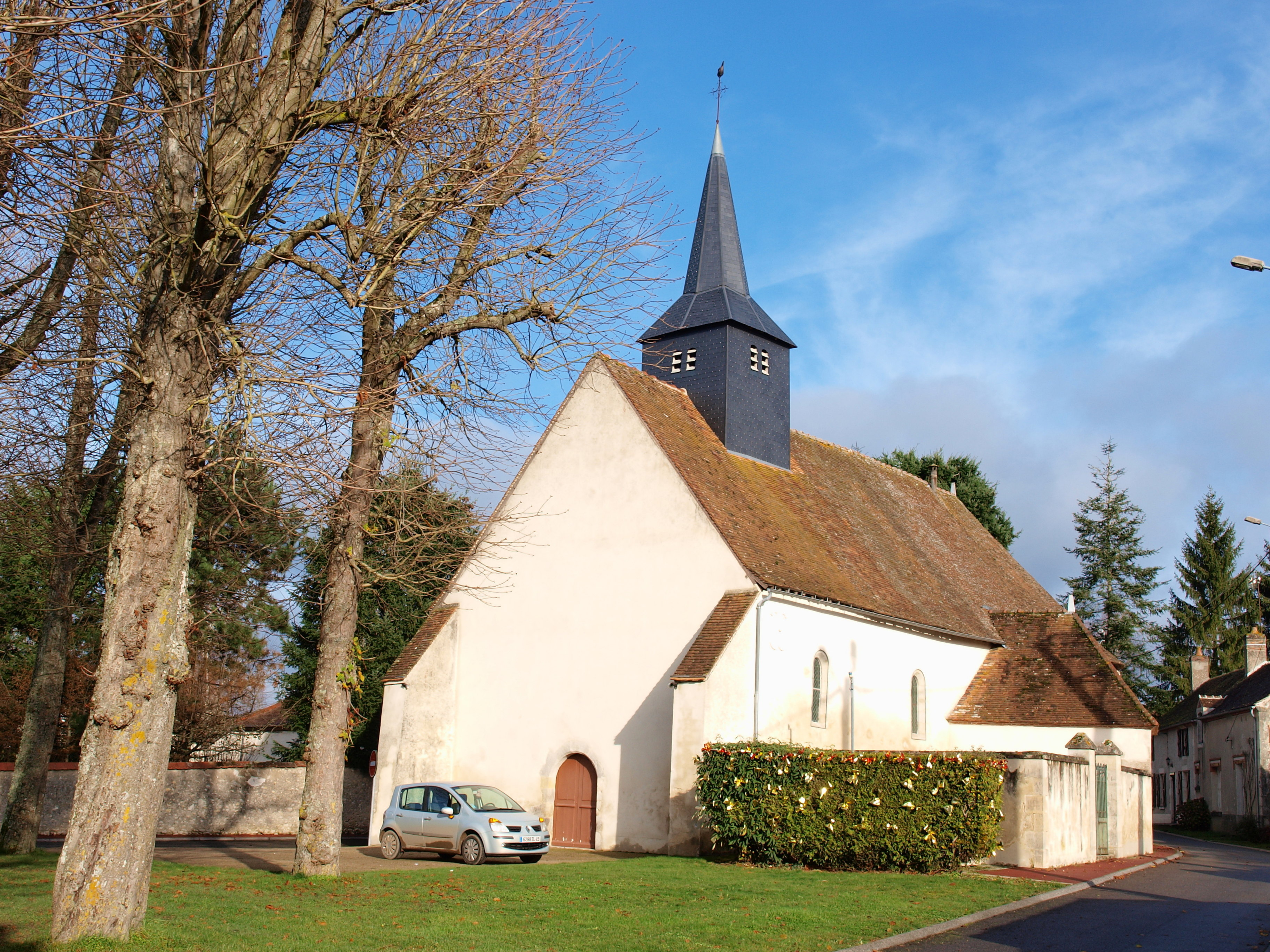
Kerk van Thou
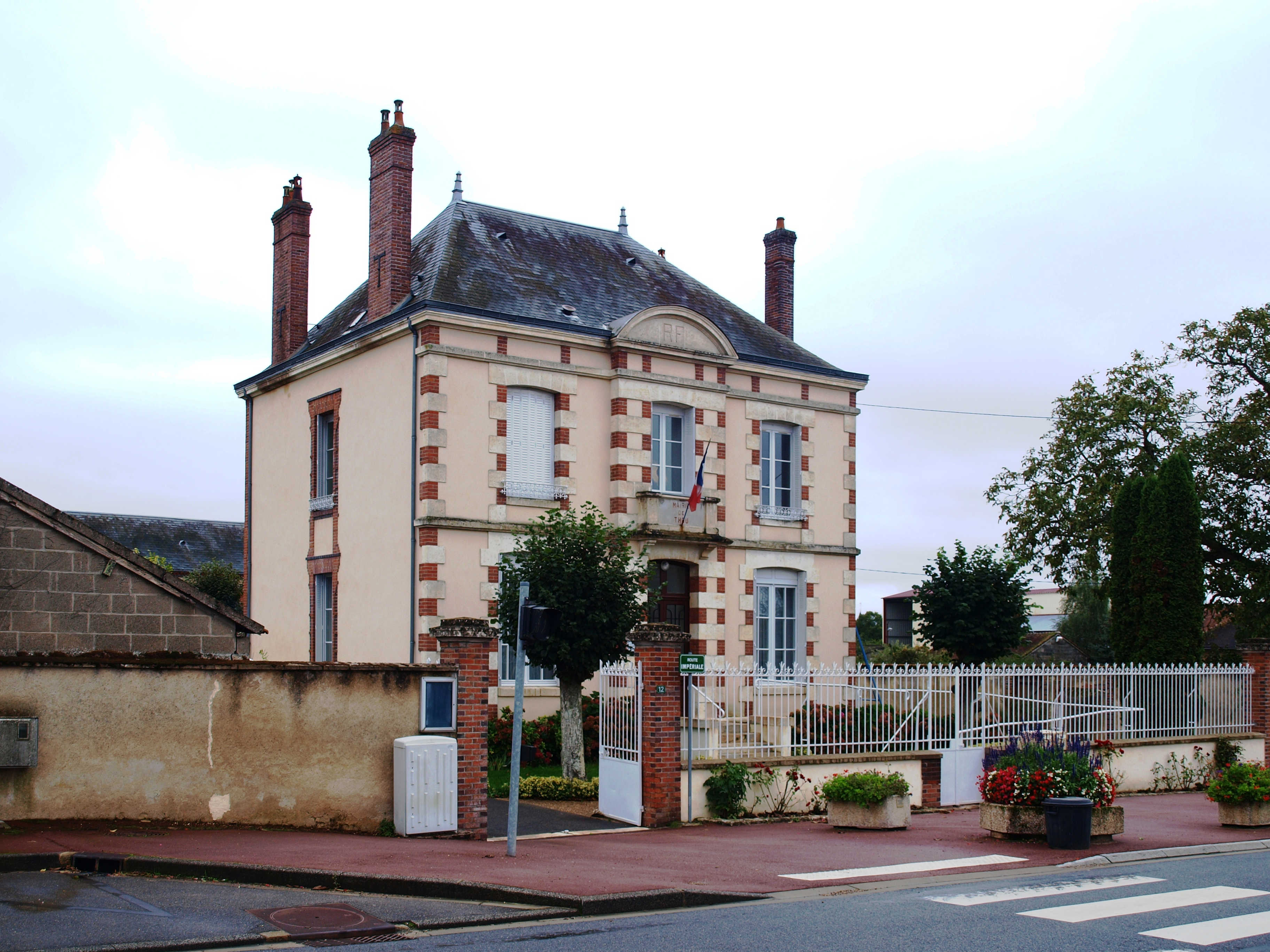
Gemeentehuis

## Geografie
De oppervlakte van Thou bedraagt 15,3 km², de bevolkingsdichtheid is 16,9 inwoners per km².
De onderstaande kaart toont de ligging van Thou (Loiret) met de belangrijkste infrastructuur en aangrenzende gemeenten.

## Demografie
Onderstaande figuur toont het verloop van het inwonertal (bron: INSEE-tellingen).

1. ↑  Populations de référence 2022.